# Przemysław Niemiec
Przemysław Niemiec, poljski kolesar, * 11. april 1980, Oświęcim, Poljska. 
Niemiec je upokojeni profesionalni cestni kolesar, ki je med leta 2002 in 2018 tekmoval za ekipe Amore & Vita–Beretta, Miche in UAE Team Emirates. Nastopil je na poletnih olimpijskih igrah leta 2008, ko je osvojil petnajsto mesto na cestni dirki in 33. mesto v kronometru. Na dirkah Grand Tour je dosegel edino etapno zmago leta 2014 na Dirki po Španiji, ko je dobil 15. etapo dirke s ciljnim vzponom na Lagos de Covadonga. Najboljšo skupno uvrstitev na dirki pa je dosegel leta 2012 s petnajstim mestom. Na Dirko po Italiji je najboljšo skupno uvrstitev dosegel leta 2013 s šestim mestom, na Dirki po Franciji pa leta 2013 s 57. mestom v svojem edinem nastopu. Leta 2011 je dosegel peto mesto na Dirki po Lombardiji, kar je njegova najboljša uvrstitev na klasičnih spomenikih. Leta 2005 je zmagal na Dirki po Sloveniji, leta 2006 na Dirki po Toskani, leta 2009 pa na etapni dirki Route du Sud. 